# Jagdeep Dhankhar
Jagdeep Dhankhar (en hindi : जगदीप धनखड़), né le 18 mai 1951, est un homme politique indien. Il est vice-président de l'Inde de 2022 à 2025.

## Biographie
De 2019 à 2022, il est gouverneur du Bengale-Occidental.
Le 6 août 2022, il est élu vice-président de l'Inde en remportant 75 % des voix du collège électroal contre 25 % à son adversaire Margaret Alva et est investi le 11 août. Il démissionne de ses fonctions le 21 juillet 2025, invoquant des raisons médicales incompatibles avec leur exercice.